# Hydroperoxyde de cumène
L'hydroperoxyde de cumène est un composé chimique de formule C6H5C(CH3)2OOH. Il se présente sous la forme d'un liquide incolore, parfois teinté de jaune, à l'odeur aromatique. C'est un intermédiaire du procédé au cumène de conversion du benzène C6H6 et du propylène CH3–CH=CH2 en phénol C6H5OH et acétone CH3COCH3. Il est très souvent utilisé comme oxydant. L'α-méthylstyrène C6H5C(CH3)=CH2, l'acétophénone C6H5COCH3 et l'alcool de cumyle C6H5C(CH3)2OH sont les produits de décomposition de l'hydroperoxyde de cumène.